# Мюрине
Мюрине (фр. Murinais) — коммуна во Франции, находится в регионе Рона — Альпы. Департамент коммуны — Изер. Входит в состав кантона Сюд Грезиводан. Округ коммуны — Гренобль.
Код INSEE коммуны — 38272. Население коммуны на 2012 год составляло 379 человек. Населённый пункт находится на высоте от 345 до 667 метров над уровнем моря. Муниципалитет расположен на расстоянии около 470 км юго-восточнее Парижа, 75 км юго-восточнее Лиона, 33 км западнее Гренобля.  Мэр коммуны — Патрис Изерабль, мандат действует на протяжении 2014—2020 гг.
Динамика населения (INSEE):